# Plastic tunnel

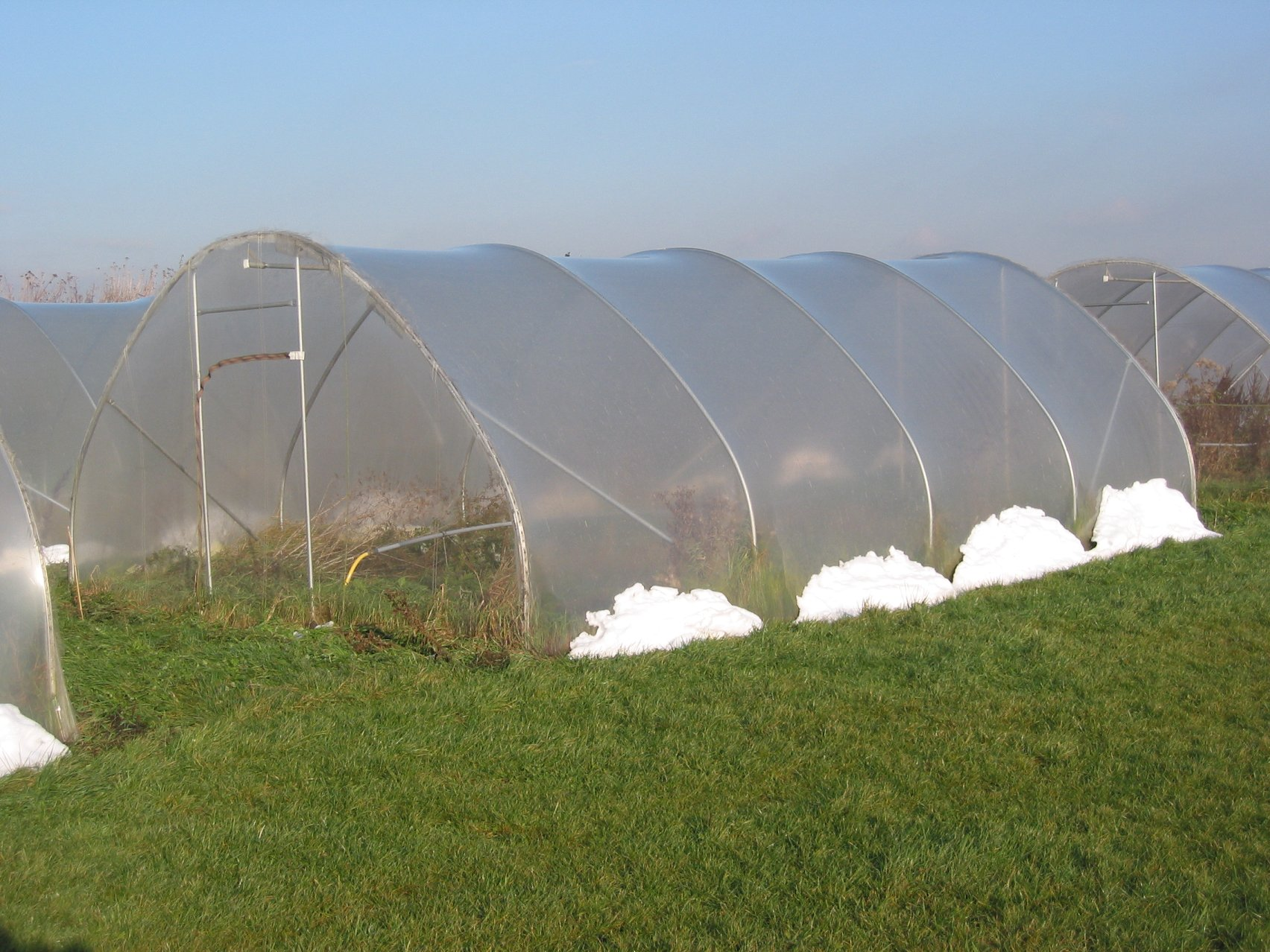
plastic tunnel

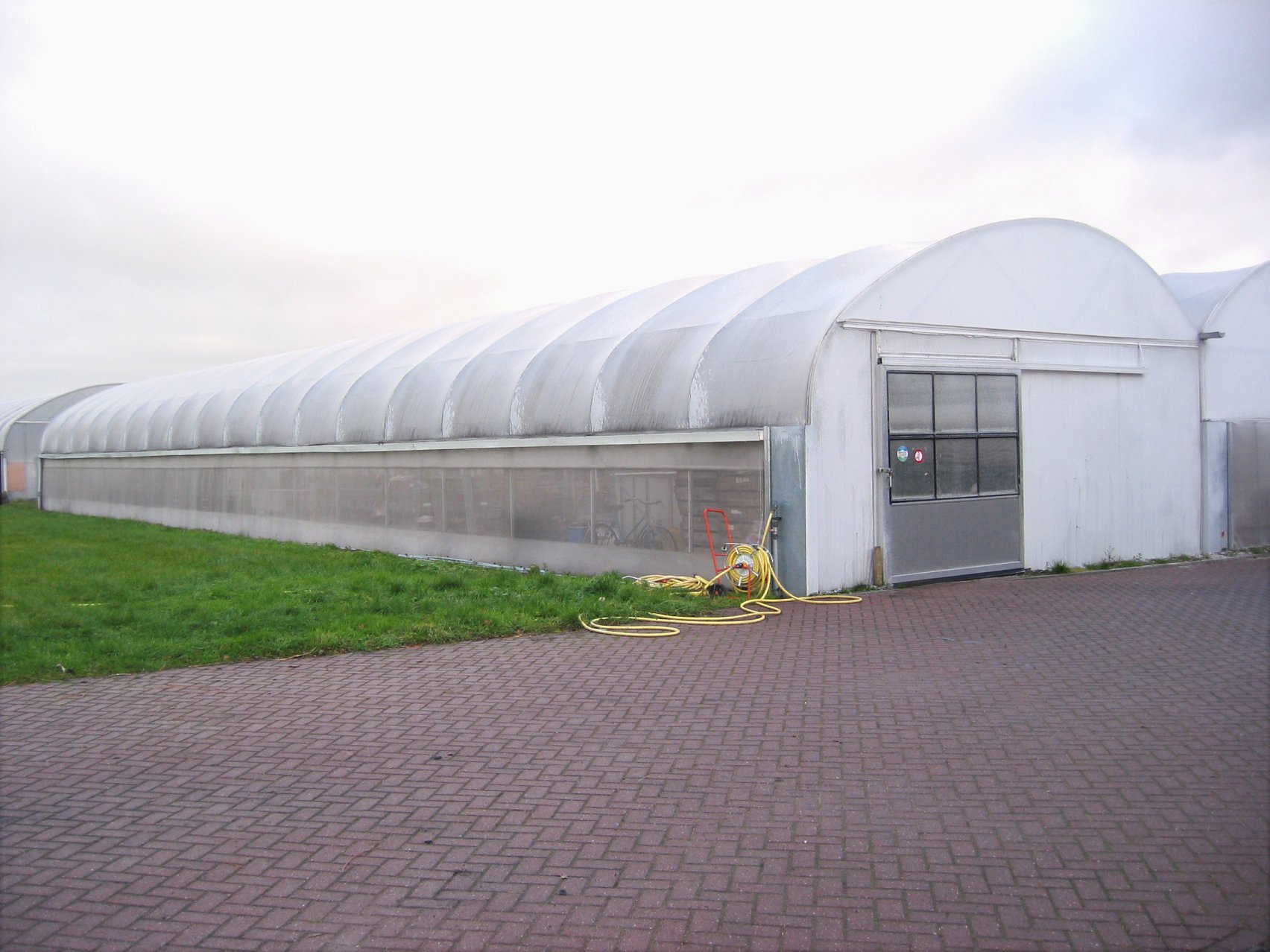
plastic kas

Een plastic tunnel of folie tunnel is een kunststof broeikas voor de teelt van tuinbouwgewassen en wordt onder andere gebruikt bij de teelt van aardbeien, frambozen, vaste planten en de plantenopkweek.
Naast plastic tunnels zijn er ook plastic kassen. Ook zijn er kleine tunnels voor onder andere de teelt van aardbeien, die over het gewas gespannen worden en waarbij voor de oogst het plastic tijdelijk verwijderd wordt.